# 인천운남초등학교
인천운남초등학교는 대한민국 인천광역시 중구에 있는 공립 초등학교이다.

## 학교 연혁
- 2010년 3월 1일: 인천운남초등학교 개교(6학급), 제1대 초대교장 정완영 교장 취임
- 2011년 9월 1일: 제2대 공모교장 황병학 교장 취임
- 2015년 9월 1일: 제3대 공모교장 신선자 교장 취임

## 참고 자료
- 인천운남초등학교 - 한국교육학술정보원 학교알리미